# Sielsowiet Ostromecz
Sielsowiet Ostromecz (biał. Астроміцкі сельсавет, ros. Остромичский сельсовет) – sielsowiet na Białorusi, w obwodzie brzeskim, w rejonie kobryńskim, z siedzibą w Ostromeczu .
W 1236 gospodarstwach domowych mieszka 2892 osób. Największymi miejscowościami są Ostromecz (977 mieszkańców), Łuka (576 mieszkańców), Żuchowce (215 mieszkańców) i Planta (207 mieszkańców). Liczba mieszkańców każdej z pozostałych wsi nie przekracza 200 osób.

## Miejscowości
- agromiasteczka:
  - Łuka
  - Ostromecz
- wsie:
  - Berezna
  - Borki
  - Iłosk
  - Kolonia
  - Kołubiele
  - Łuszczyki
  - Muchowłoki
  - Nowosiółki
  - Osowce
  - Planta
  - Podberie
  - Przyłuki Wielkie
  - Smolarnia
  - Szemiotówka
  - Temra Stara
  - Zaprudy
  - Zosino
  - Żuchowce